# Guvernoratul Minya
Guvernoratul Minya este o unitate administrativă de gradul I, situată  în  partea de nord a Egiptului. Reședința sa este orașul Minya.